# Pio (cantante)
Pio Trebbi, noto semplicemente come Pio (Maiolo, 20 dicembre 1949), è un cantante italiano.

## Biografia
Nato nelle Marche (dal 2009 il suo comune di nascita, Maiolo, è passato all'Emilia-Romagna), si trasferisce con la famiglia nel 1951 a Santarcangelo di Romagna; si appassiona di musica e, a vent'anni, si trasferisce a Milano dove ottiene un contratto con il Clan Celentano.
Prodotto da Adriano Celentano, partecipa al Festival di Sanremo 1970 con Nevicava a Roma e al Festival di Sanremo 1971 con Occhi bianchi e neri, ma nonostante il successo popolare ottenuto, in entrambi i casi non viene ammesso alla finale.
Prende parte al Cantagiro 1970 con il brano Grande come il mare e, nello stesso anno, con Il pianista di quella sera, a Un disco per l'estate.
Passa poi alla Fonit Cetra, dove incide tra gli altri il delicato brano "Dietro i suoi occhi" ma anche un ottimo "rock & roll" in puro stile Celentaniano, intitolato "You Got Wise".
Nel 1981, dopo un periodo di difficoltà artistiche, ritorna con il 45 giri Due ali blu nei cui credits compaiono "i Ragazzi del Clan" come accompagnamento musicale e Adriano Celentano come produttore.
Tra gli anni '80 e i '90 pubblica altre nuove incisioni, tra le quali "La terra di Romagna" "L'uomo chimico" e "L'uomo di Las Vegas". Entra a far parte dell'Orchestra di musica da ballo "I Principi", con la quale per svariate stagioni fa delle tournée per l'Italia.
Nella seconda metà degli anni '90, grazie anche all'iniziativa di alcune case discografiche che iniziano a stampare molti successi dei cantanti anni '60-70 su CD (spesso reinterpretati e riarrangiati dagli stessi artisti), anche Pio riesce a ridistribuire la quasi totalità del suo repertorio discografico su supporti digitali, pubblicando diverse raccolte tra le quali "Pio in concerto" e "Pio canta i successi del Celebre", spesso vendendole -come già hanno preso a fare molti altri artisti- alla fine dei suoi concerti, se non addirittura "brevi manu" a conoscenti e fans sparsi per la riviera romagnola.
Nel 1999 pubblica un album di successi vecchi e nuovi condiviso con l'amico Gino Santercole, L'ultimo del clan, contenente la canzone che porta il titolo omonimo, scritta proprio insieme a Gino Santercole. Adriano Celentano, dopo molti anni in cui non ha avuto più rapporti di collaborazione artistica con loro, ospita i due amici in una puntata del suo programma televisivo Francamente me ne infischio, dove in un primo intervento Pio da solo esegue "Give me the right" e in seguito presenta proprio "L'ultimo del Clan" in coppia con Gino. Il disco, uscito nella versione Cd, contiene all'interno un divertente fumetto disegnato da Roberto Salvetti, che racconta brevemente l'avventurosa storia artistica di Pio.
Nello stesso anno pubblica anche il suo primo libro autobiografico intitolato Perché sono rimasto Pio.
Continua l'attività concertistica, esibendosi con Giacomo Celentano, mentre nel 2003 pubblica anche un nuovo album, Sogno Santarcangelo, prodotto dalle Edizioni Casadei Sonora di Riccarda Casadei (figlia di Secondo, l'autore di Romagna mia), a cui partecipa il poeta Tonino Guerra. Anche questo album è corredato da un fumetto di Roberto Salvetti, su sceneggiatura dello stesso Pio. Nel disco figura anche Gino Santercole, il quale non manca mai di offrire all'occorrenza la sua collaborazione a Pio, sia con la sua voce che con la sua chitarra Gretsch.
Sempre nel 2003 il Presidente della Repubblica Italiana Carlo Azeglio Ciampi lo nomina Cavaliere della Repubblica; inoltre, nello stesso anno, il paese di origine dei suoi genitori, Casteldelci, nel Montefeltro, gli conferisce la cittadinanza onoraria "per meriti artistici e per i valori umani che ha saputo trasmettere alle nuove generazioni".
Nel 2006 pubblica il DVD Pio in concerto, a cui partecipa anche Giacomo Celentano.
In seguito torna a collaborare con l'amico Gino Santercole, col quale incide il brano "Valentino vai", dedicato al campione motociclistico Valentino Rossi.
Presosi una lunga pausa dall'attività di cantante, si dedica alla scrittura di alcuni libri, come "Minime e massime a tempo di Rock" e il più recente autobiografico "L'ultimo del Clan: tutta la verità".
La figlia, Federica Trebbi, ha intrapreso anch'ella l'attività di cantante.

## Discografia parziale

### Album in studio
- 1993: Pio dal vivo (Clan Celentano, SKC-003) (live)
- 1994: L'uomo di Las Vegas (Clan Celentano, SKC-039)
- 1998: Pio... In concerto (D.V. More Record, CDSC 0236) (live)
- 1998: Pio canta i successi del Celebre (D.V. More Record, CDDV 6198)
- 1999: L'ultimo del clan (D.V. More Record, 6415)
- 2003: Sogno Santarcangelo (Casadei Sonora, CSCD23)
- 2014: Vita da Clan (Tem-Record, CD0520)

### Singoli
- 1970: Nevicava a Roma/Brucerei (Clan Celentano, BF 69039)
- 1970: Il pianista di quella sera/Grande come il mare (Clan Celentano, BF 69046)
- 1971: Occhi bianchi e neri/Tu sei cattiva (Clan Celentano, BF 70001)
- 1973: Dietro i suoi occhi/You got wise (Fonit Cetra, SP 1537)
- 1981: Volubile/Due ali blu (Mia Records, M-1650) prodotto da Adriano Celentano
- 1983: Uomo chimico/Il menestrello (Fremus, F-45187)